# 54 Eridani
Désignations
54 Eridani (en abrégé 54 Eri) est une étoile binaire présumée de quatrième magnitude de la constellation de l'Éridan. Elle porte également la désignation d'étoile variable de DM Eridani, 54 Eridani étant sa désignation de Flamsteed. D'après la mesure de sa parallaxe annuelle par le satellite Gaia, le système est distant d'environ 133 pc (∼434 al) de la Terre. Il se rapproche du Système solaire à une vitesse radiale de −33 km/s.
54 Eridani est une étoile binaire astrométrique présumée. Sa composante visible est une étoile géante rouge, actuellement située sur la branche asymptotique des géantes, de type spectral M3/4 III. C'est une variable semi-régulière de type SRb, dont la magnitude apparente varie entre 4,28 et 4,36. Elle présente deux périodes de pulsation de 18,8 et 45,5 jours, chacune ayant une amplitude de 0,019 en magnitude. L'étoile s'est étendue de telle sorte que son rayon est environ 69 fois plus grand que le rayon solaire. Elle est autour de 1 021 fois plus lumineuse que le Soleil et sa température de surface est de 3 915 K.